# Alfred Schnittke
Alfred Garrijevič Schnittke (v češtině často též Šnitke, rusky Альфред Гарриевич Шнитке, 24. listopadu 1934, Engels – 3. srpna 1998, Hamburk) byl rusko-německý židovský skladatel. V 60. letech 20. století vytvářel alternativní linii k hlavnímu proudu sovětské hudby socialistického realismu. V jeho tvorbě se projevuje touha náležet k celku určité kultury. Je představitelem hudby, která v sobě integruje různé hudební styly a epochy, a proto bývá spojován s myšlenkami postmoderny.

## Původ
Alfred Schnittke se narodil ve městě Engels v Saratovské oblasti autonomní Sovětské socialistické republiky Povolžských Němců. Jeho otec Harry Viktorovič Schnittke (1914–1975) byl Žid původem z Frankfurtu, který se do Sovětského svazu přesunul v roce 1927, kde pracoval jako novinář a překladatel z ruštiny do němčiny. Jeho matka, Maria Josifovna Schnittke (za svobodna Vogel, 1910–1972), byla povolžská Němka narozená v Rusku. Schnittkeho babička z otcovy strany, Tea Abramovna Katz (1889–1970), byla filoložka, překladatelka a editorka německojazyčné literatury. Svá hudební studia započal v roce 1946 ve Vídni, kam byl otec vyslán jako novinář a překladatel. V roce 1948 se rodina přestěhovala do Moskvy. Ve studiích pokračoval v roce 1961 na Moskevské konzervatoři, kde mezi jeho učitele skladby patřil Jevgenij Golubjev, a studiu se věnoval prakticky do roku 1972. Vydělával si převážně jako skladatel filmové hudby. Po konverzi ke křesťanství ovlivnilo jeho tvorbu hluboké, až mystické prožívání víry.

## Hudební činnost
Skladatelům sovětské porevoluční éry chyběla perspektiva avantgard západu. Byli izolováni od zkušenosti, jež prožívali Boulez nebo Stockhausen a nuceni přijímat optimistické hudební formy konzervované romantismem Rimského-Korsakova. Teprve v 50. a 60. letech docházelo k určitému uvolnění, a mladí skladatelé nacházeli alternativní hudební vyjádření pod vlivem Západu (Sofia Gubajdulina, Edison Děnisov, Arvo Pärt, Valentin Sylvestrov, Giya Kancheli).
Období hudebního experimentování
Stejně tak raná Schnittkeho hudba, zpočátku silně ovlivněná Dmitrijem Šostakovičem, se po návštěvě italského skladatele Luigi Nona v Sovětském svazu vydala cestou serialistické techniky (Skladby pro piano a komorní orchestr z roku 1964). Skladatel později prošel různými kompozičními systémy, až nakonec opustil racionální hudební struktury, které jej neuspokojovaly, a přešel k vlastnímu hudebnímu způsobu vyjadřování, které neslo název polystylismus. Ačkoliv i zde lze vnímat avantgardní experimentování, neboť v polystylových skladbách se mísily styly minulé i současné ve velmi těsném sousedství, zdůrazňuje Schnittke sounáležitost s hudební tradicí, která žije v nás. Cílem polystylismu je sjednotit hudební prostor a překročit hranice jednotlivých stylů a epoch, ponechat vedle sebe citace různých skladatelů, poukázat na svár elementů a ve všech přeryvech a dramatech nechat zaznít pasáže smíření, klidu a syntézy. Tomuto snažení, podle svých slov, podřídil veškeré své úsilí. První koncert využívající polystylovou techniku byla Druhá houslová sonáta, „Quasi una sonata“ (1967-1968), ale v plné míře dosahuje tohoto efektu ve své 1. symfonii (1969-1972), v níž hráči volně improvizují nebo ve skladbě Concerto grosso (1977) pro dvoje housle, cembalo a preparovaný klavír. Polystylovost uplatnil ve svém angažmá jako skladatel filmové hudby, kde hudební forma vázaná na obrazovou zpětně ovlivňovala pole vážné hudby (příklad filmu: „Skleněný akordeon“). V souvislosti s hudebními citacemi, používáním vzorců těchto citací nebo jemnými narážkami na ně v podobě aluzí se mnohdy hovoří o Schnittkem jako o postmoderním skladateli. Vedle toho komponoval také stylově jednotné práce jako např. Piano kvintet (1972-1976), napsaný na památku předčasně zemřelé matky.
Schnittkeho hudební jazyk akcentuje smysl pro aktuální duchovní konflikt, vnímá rozporuplný a chaotický svět na pozadí mystické zbožnosti. Ačkoliv ve svých skladbách jde až na samu hranici hudební desintegrace, neukazuje chaos přímo, ale usmiřuje varovné elementy ve všeobjímající syntéze. V Koncertu pro sbor z let 1984-1985 se projevuje jemnější duch Schnittkeho hudby záměrně čerpající z pravoslavného zpěvu, aniž by skladba postrádala moderní styl. Skladba je založena na Knize nářku – mystickém hymnu arménského teologa a básníka z 10. století Řehoře z Nareku (Grigor Narekaci). Stejně působivé je i hudební připomenutí tisícileté historie křesťanství na Rusi ztvárněním jedenácti anonymních duchovních poém z 15. století pod názvem Kajícné písně (Stichy pokajanie) z roku 1988. Cestu vedoucí ke zniternění jeho hudby umocňovaly pocity odcizení a odvrat od každodenního života, snaha překročit hudebními prostředky horizont banality a propracovat se k dokonalosti vnitřního světa a absolutní hudby. Tyto autorovy prožitky zrcadlí především jeho symfonie.
Schnittke byl často terčem represí sovětského režimu. Jeho 1. symfonie byla zakázána svazem umělců, a po těchto obstrukcích mu bylo v roce 1980 znemožněno cestování mimo Sovětský svaz. Po roce 1980 se stala Schnittkeho hudba světově známá zásluhou sovětských emigrantů, zejména houslistů Gidona Kremera, Marka Lubotského a cellisty Mstislava Rostropoviče. Navzdory ohlašující se nemoci napsal celou řadu zásadních skladeb mezi něž vedle několika symfonií patří Druhé (1980) a Třetí (1983) smyčcové kvarteto, Houslové trio (1985); Faust-kantáta Sied nüchtern und wachet (1983), později začleněná do opery Historie Doktora Johanna Fausta a za pozornost stojí balet Peer Gynt (1985-1987).

## Zdravotní potíže a smrt
V roce 1985 utrpěl Schnittke mozkovou mrtvici a setrval dlouhou dobu v kómatu. Byl prohlášen na základě řady indicií za klinicky mrtvého, ale z kómatu se probral. Zotavil se dokonce natolik, že mohl opět komponovat. V roce 1990 opustil Rusko a usídlil se v Hamburku. Jeho zdraví bylo však již trvale podlomeno a do své smrti prožil ještě několik ataků.
Jak se Schnittkeho zdraví zhoršovalo, jeho hudba postupně ztrácela extrovertní rysy, odvracela se od polystylismu, uzavírala se do bezútěšnosti a potkáme v ní všeobjímající lítost nad ztracenou minulostí smíchanou s prudkou ironií. Čtvrtý kvartet (1989) a 6. (1992), 7. (1993) a 8. symfonie (1994) jsou toho příkladem, přičemž někteří Schnittkeho žáci (např. Gerald McBurney) tvrdí, že poslední díla ohlašují konec autorova života. Po záchvatu mrtvice v roce 1994 zůstal Schnittke ochrnutý, což silně omezilo jeho komponování. V roce 1997 přidal několik krátkých prací, avšak 9. symfonie zůstala kvůli jeho smrti nedokončená.
Zemřel 3. srpna 1998 v Hamburku.